# 神田香織
神田 香織（かんだ かおり、1954年12月4日 - ）は、講談師。本名∶武谷 光子（旧姓：江尻）。講談協会所属。

## 経歴
福島県いわき市出身。磐城女子高校卒業。東京演劇アンサンブル、渡辺プロダションドラマ部を経て、1981年（昭和56年）に二代目神田山陽の門下となる。芸名は香。1984年（昭和59年）二ツ目昇進と同時に芸名を香織とする。1989年（平成元年）8月に真打昇進。後に六代目小金井芦州門下預かりとなる。
2001年（平成13年）に参議院議員通常選挙に無所属、社民党推薦で福島県選挙区から出馬したが次点で落選。
2010年、やよりジャーナリスト賞特別賞（大衆普及）特別賞。
2024年、澄和平和活動賞を受賞。

## 活動
ジャズの生演奏を伴うジャズ講談や、照明や音響設備を演出に取り入れた立体講談など、独自の講談に取り組む。『女医レニアの物語』、『安寿と厨子王物語』、『ビリー・ホリディ物語』、中沢啓治『はだしのゲン』、スヴェトラーナ・アレクシエーヴィッチ『チェルノブイリの祈り』などの講談化作品も発表している。
芸人九条の会メンバー。

## 弟子

### 真打
- 神田織音

### 二ツ目
- 神田伊織

### 前座
- 神田おりびあ

## 主な講談作品
- 女医レニアの物語
- 安寿と厨子王物語
- ビリー・ホリディ物語
- はだしのゲン
- チェルノブイリの祈り
- フラガール物語
- フクシマの祈り「ある母子避難の声」

## 著作・参考文献
- 『女医レニヤの物語』主婦の友社、1990年。
- 『花も嵐も、講釈師が語ります。』七つ森書館、2005年。
- 『乱世を生き抜く語り口を持て。』インパクト出版会、2010年。
- 『３・11後を生き抜く力声を持て。』インパクト出版、2014年

## 受賞歴
- 「講談はだしのゲン」日本雑学大賞（1986年）[1]
- 松井やより特別賞 （2010年）[1]
- 多田謡子反権力人権賞受賞（2012年）[1]

## 出演
- BS12スペシャル『「はだしのゲン」の熱伝導 ～原爆漫画を伝える人々～』（2024年9月28日、BS12)[6]